# Kiss of Death (Jadakiss-Album)
Kiss of Death ist das zweite Soloalbum des Rappers Jadakiss und bis dato sein kommerziell erfolgreichstes.

## Musikstil
Kiss of Death ist dem East-Coast-Rap zuzuordnen, besitzt jedoch, wie viele andere Alben der Zeit, auch Einflüsse aus anderen Genres (bspw. Soul-Musik und R’n’B) und entsprechende Features, wie Mariah Carey. Auch die Themen sind breit gestreut. So finden sich auf dem Album klassische Battle Raps ebenso wie gefühlsbetonte und sozialkritische Texte.
Bei den meisten Titeln sind Gaststars vertreten. Die bekanntesten sind neben Mariah Carey, Snoop Dogg, Eminem und Kanye West. Die beiden D-Block-Mitglieder Styles P und Sheek Louch haben sogar jeweils zwei Auftritte.

## Titelliste
(Singleauskopplungen fett)
1. Intro – 1:15
2. What You So Mad At? – 3:38
3. Shine (feat. Snoop Dogg, DJ Quick & Jelly Roll) – 5:02
4. Bring you Down – 3:40
5. Time’s up (feat. Nate Dogg) – 3:37
6. Why (feat. Anthony Hamilton) – 4:01
7. U Make me wanna (feat. Mariah Carey) – 4:54
8. Hot Skit – 0:20
9. Hot Sauce to Go (feat. The Neptunes) – 3:57
10. Real Hip Hop (feat. Swizz Beatz und Sheek Louch) – 2:58
11. Shoot Outs (feat. Styles P) – 4:20
12. Still Feel Me – 2:44
13. By Your Side – 3:52
14. Gettin’ It In (feat. Kanye West) – 3:38
15. Air It Out – 4:04
16. Welcome To D-Block (feat. Eminem und Sheek Louch) – 4:26
17. Kiss Of Death (feat. Styles P) – 3:13
18. I’m Goin Back (feat. Nesha) – 3:37

## Kommerzieller Erfolg
Obwohl die meisten Kritiker keine Bestnoten für das Album vergaben (76 % auf metacritic.com) stieg das Album auf Platz 1 der Billboard-Albumcharts ein. Obwohl es sich dort nur eine Woche hielt und keine der drei Singles eine ähnlich hohe Platzierung erreichte (Why erreichte Platz 11 der Billboard Hot 100), gilt das Album als kommerziell erfolgreich.

### Chartplatzierungen
| ChartsChartplatzierungen       | Höchstplatzierung | Wochen |
| ------------------------------ | ----------------- | ------ |
| Vereinigte Staaten (Billboard) | 1 (22 Wo.)        | 22     |
| Vereinigtes Königreich (OCC)   | 65 (1 Wo.)        | 1      |

| ChartsJahrescharts (2004)      | Platzierung |
| ------------------------------ | ----------- |
| Vereinigte Staaten (Billboard) | 74          |

### Auszeichnungen für Musikverkäufe
| Land/Region               | Auszeichnungen für Musikverkäufe (Land/Region, Auszeichnung, Verkäufe) | Verkäufe |
| ------------------------- | ---------------------------------------------------------------------- | -------- |
| Vereinigte Staaten (RIAA) | Gold                                                                   | 500.000  |
| Insgesamt                 | 1× Gold ·                                                              | 500.000  |